# De robot van de rommelmarkt
De robot van de rommelmarkt is een verhaal van Tonke Dragt dat voor het eerst gepubliceerd is in 1967. Dit verhaal leidde daarna tot het boek Torenhoog en mijlen breed.
In 2001 werd het door uitgeverij Leopold opnieuw uitgebracht, als korte bundel genaamd 'De robot van de rommelmarkt & Route Z.'
Het tweede verhaal in dit boek speelt zich enige tijd later in dezelfde stad af, en gaat over de gebeurtenissen die ook in Ogen van tijgers terugkomen.

## Samenvatting
Het gaat over Edu Jansen die een robot koopt van de rommelmarkt die hij wil leren lezen en schrijven. Daarom leert hij het eerst zelf om het daarna aan de robot te leren. In die tijd kon bijna niemand lezen en schrijven en hij gaat dus naar een speciale school waar andere kinderen zitten die ook kunnen lezen en schrijven.